# Otocinclus
Otocinclus – rodzaj słodkowodnych ryb sumokształtnych z rodziny zbrojnikowatych (Loricariidae). Niektóre gatunki są popularnymi rybami akwariowymi z grupy glonojadów.

## Występowanie
Występują w czystych wodach centralnej i południowej części Ameryki Południowej, na wschód od Andów.

## Klasyfikacja
Gatunki zaliczane do tego rodzaju:
- Otocinclus arnoldi
- Otocinclus batmani
- Otocinclus bororo
- Otocinclus caxarari
- Otocinclus cocama
- Otocinclus hasemani
- Otocinclus hoppei
- Otocinclus huaorani
- Otocinclus juruenae
- Otocinclus macrospilus
- Otocinclus mangaba
- Otocinclus mariae
- Otocinclus mimulus
- Otocinclus mura
- Otocinclus tapirape
- Otocinclus vestitus
- Otocinclus vittatus
- Otocinclus xakriaba

Gatunkiem typowym jest Otocinclus vestitus. 
Część taksonomów zalicza również do tego rodzaju O. affinis i O. flexilis, przez innych wyodrębniane do rodzaju Macrotocinclus.

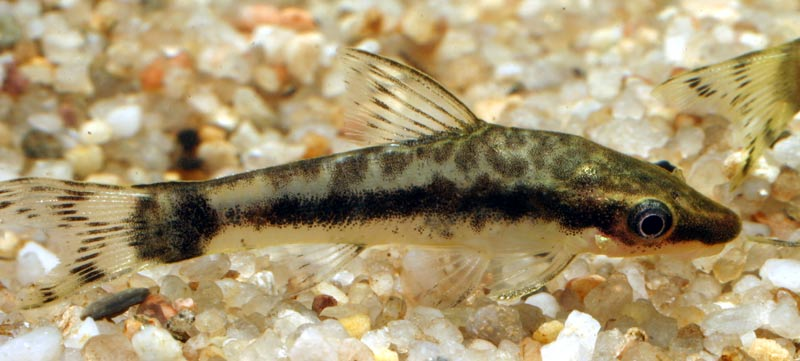
Otocinclus macrospilus
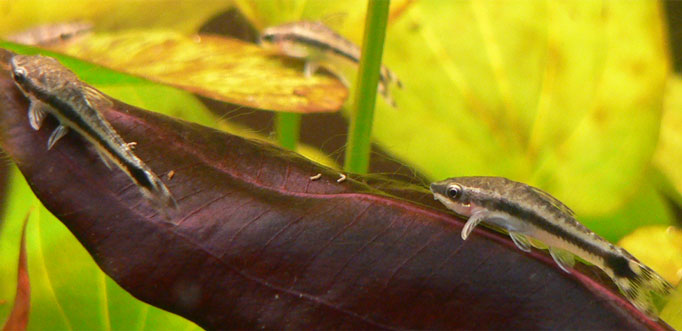
Otocinclus vittatus